# ISO 3166-2:MX
ISO 3166-2:MX — стандарт Международной организации по стандартизации, который определяет геокоды. Является подмножеством стандарта ISO 3166-2, относящимся к Мексике. Стандарт охватывает 31 штат и 1 федеральный строличный округ — Мехико, Мексики. Каждый геокод состоит из двух частей: кода Alpha2 по стандарту ISO 3166-1 для Мексики — MX и дополнительного кода, записанных через дефис. Дополнительный трёхбуквенный код образован созвучно названию штата, федерального округа. Геокоды штата, федерального округа Мексики являются подмножеством кодов домена верхнего уровня — MX, присвоенного Мексике в соответствии со стандартами ISO 3166-1.

## Геокоды Мексики
Геокоды 31 штата и 1 федерального строличного округа административно-территориального деления Мексики.
| Геокод | Административная единица | Статус            |
| ------ | ------------------------ | ----------------- |
| MX-AGU | Агуаскальентес           | штат              |
| MX-GUA | Гуанахуато               | штат              |
| MX-ROO | Кинтана-Роо              | штат              |
| MX-BCN | Нижняя Калифорния        | штат              |
| MX-HID | Идальго                  | штат              |
| MX-SIN | Синалоа                  | штат              |
| MX-BCS | Южная Нижняя Калифорния  | штат              |
| MX-JAL | Халиско                  | штат              |
| MX-SLP | Сан-Луис-Потоси          | штат              |
| MX-CAM | Кампече                  | штат              |
| MX-MEX | Мехико                   | штат              |
| MX-SON | Сонора                   | штат              |
| MX-CHH | Чиуауа                   | штат              |
| MX-MIC | Мичоакан                 | штат              |
| MX-TAB | Табаско                  | штат              |
| MX-CHP | Чьяпас                   | штат              |
| MX-MOR | Морелос                  | штат              |
| MX-TAM | Тамаулипас               | штат              |
| MX-COA | Коауила                  | штат              |
| MX-NAY | Наярит                   | штат              |
| MX-TLA | Тласкала                 | штат              |
| MX-COL | Колима                   | штат              |
| MX-NLE | Нуэво-Леон               | штат              |
| MX-VER | Веракрус                 | штат              |
| MX-DIF | Федеральный округ        | федеральный округ |
| MX-OAX | Оахака                   | штат              |
| MX-YUC | Юкатан                   | штат              |
| MX-DUR | Дуранго                  | штат              |
| MX-PUE | Пуэбла                   | штат              |
| MX-ZAC | Сакатекас                | штат              |
| MX-GRO | Герреро                  | штат              |
| MX-QUE | Керетаро                 | штат              |

## Геокоды пограничных Мексике государств
- США — ISO 3166-2:US (на севере),
- Белиз — ISO 3166-2:BZ (на юго-востоке),
- Гватемала — ISO 3166-2:GT (на юго-востоке).